# Anders Hylander
Anders Hylander (Östad, 1883. november 3. – Stockholm, 1967. február 10.) olimpiai bajnok svéd tornász.
Részt vett az 1912. évi nyári olimpiai játékokon, és tornában a svéd rendszerű csapat összetettben aranyérmes lett.
Klubcsapata a Upsala GF volt.